# Борчаг
Борчаг (рум. Borceag) — село в Кагульском районе Молдавии. Относится к сёлам, не образующим коммуну.

## История
С 3 июля 1950 года по 22 января 1992 года село носило название Бируинца.
В 1998—1999 в ходе административно-территориальной реформы, село из Тараклийского района перешло в Кагульский район.

## География
Село расположено на высоте 73 метров над уровнем моря.

## Население
По данным переписи населения 2004 года, в селе Борчаг проживает 1602 человека (777 мужчин, 825 женщин).
Этнический состав села:
| Национальность | Число жителей | Процентный состав |
| -------------- | ------------- | ----------------- |
| молдаване      | 1444          | 90,14             |
| гагаузы        | 65            | 4,06              |
| болгары        | 26            | 1,62              |
| румыны         | 22            | 1,37              |
| украинцы       | 19            | 1,19              |
| русские        | 19            | 1,19              |
| прочие         | 7             | 0,44              |
| Всего          | 1602          | 100 %             |